# Spinosauridae

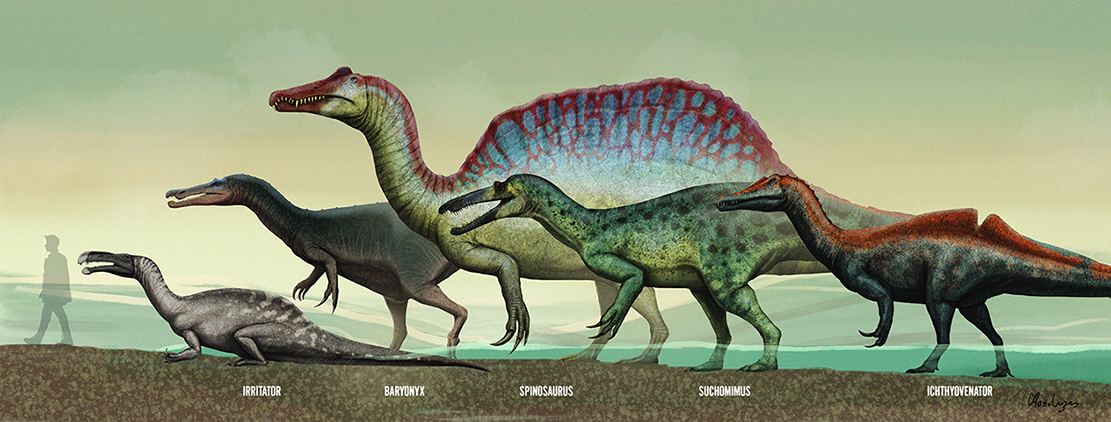
Recreación artística de algunos géneros de la familia Spinosauridae.

Los espinosáuridos (Spinosauridae) son una familia de especializados dinosaurios terópodos. Los miembros de esta familia eran grandes depredadores bípedos con alargados cráneos algo parecidos a los de los cocodrilos, que poseían dientes cónicos con poco o ningún borde aserrado. El hueso dentario frontal estaba desplegado, dándole al animal una apariencia característica. El nombre de la familia alude a la típicamente conspicua estructura en forma de vela que se extiende desde la espalda de especies en el género tipo, Spinosaurus. El propósito de la vela es debatido, siendo las explicaciones más populares que esta pudo haber servido como regulador de temperatura, para intimidar adversarios, o como parte del despliegue sexual durante el cortejo, e incluso algunos paleontólogos interpretan a esta alargada espina neural en Spinosaurus como un apoyo para una joroba de músculo o grasa.
Han sido recuperados fósiles en Estados Unidos, Sudamérica, Australia, Europa, África y Asia.

## Historia evolutiva

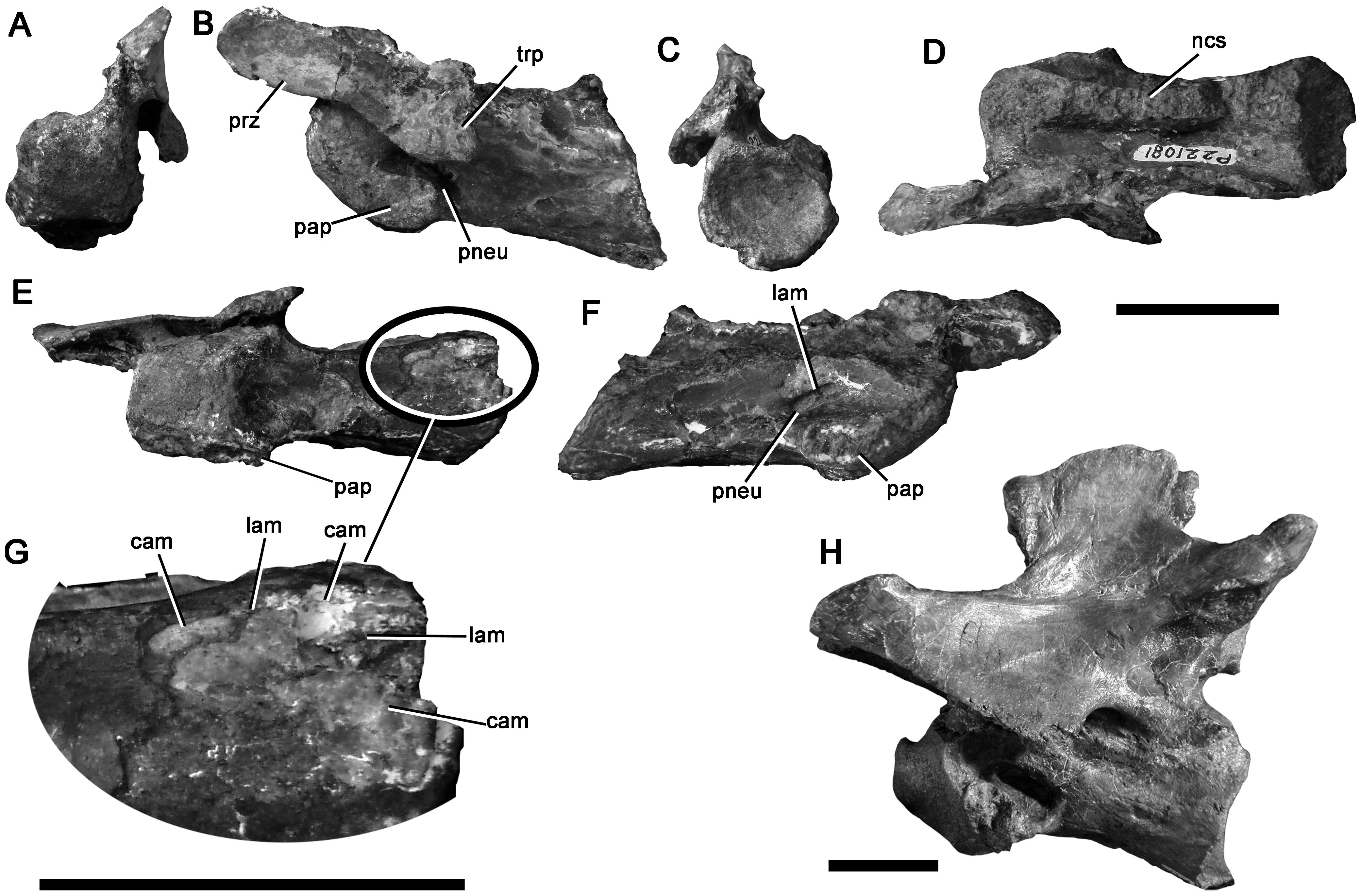
Varias vistas de la vértebra del Spinosauridae australiano.

Los primeros espinosáuridos aparecieron durante el Jurásico Superior y fueron abundantes en el Cretácico Inferior. Hasta ahora, el registro de espinosáuridos del Jurásico consiste sólo de dientes referidos, que datan de hace 155 millones de años. Estos parecen haber declinado rápidamente en el Cretácico Superior (Cenomaniense), y aunque algunos dientes del Turoniense de Argentina han sido atribuidos a dinosaurios espinosáuridos, estos han sido recientemente reclasificados como dientes de crurotarsos. Se sabe que algunos persistieron hasta mediados del Santoniense, representados por un único diente de barioniquino hallado en la Formación Majiacun en Henán, China.
Los espinosaurios parecen haber estado extendidos desde el Barremiano hasta el Cenomaniano en el Cretácico, hace unos 130 a 95 millones de años. Compartieron rasgos tales como cráneos largos, estrechos, parecidos a los cocodrilos, dientes subcirculares, con dentaduras finas a nulas, la roseta del hocico y un paladar secundario que los hacía más resistentes a la torsión. En cambio, la condición primitiva y típica de los terópodos era un hocico alto y estrecho, con dientes en forma de cuchilla dentados delante y detrás. Las adaptaciones del cráneo de los espinosauridos convergieron con las de los cocodrilos, Los primeros miembros de este último grupo tenían cráneos similares a los terópodos típicos, desarrollando posteriormente hocicos alargados, dientes cónicos y paladares secundarios. Estas adaptaciones pueden haber sido el resultado de un cambio en la dieta de presas terrestres a peces. A diferencia de los cocodrilos, los esqueletos post-craneales de la mayoría de los espinosaurios, posiblemente excepto Spinosaurus, no parecen tener adaptaciones acuáticas. Sereno y colegas propusieron que la garra grande del dedo pulgar y los robustos miembros delanteros de los espinosauridos evolucionaron en el Jurásico medio, antes de la elongación del cráneo y otras adaptaciones relacionadas con la alimentación de los peces, ya que las características anteriores se comparten con sus parientes megalosaurídeos. También sugirieron que los espinosaurinos y barionicinos divergieron antes del Barremiano del cretácico temprano.
Se han propuesto varias teorías sobre la biogeografía de los espinosauridos. Dado que Suchomimus estaba más estrechamente relacionado con Baryonyx de Europa que con Spinosaurus, aunque ese género también vivía en África, la distribución de los espinosauridos no puede explicarse como vicariancia resultante de la separción continental. Sereno et al. propusieron que los espinosauridos se distribuyeron inicialmente a través del supercontinente Pangea, pero se dividieron con la apertura del Mar de Tethys. Los espinosaurinos habrían evolucionado entonces en el sur, África y América del Sur en Gondwana y los barionicinos en el norte, Europa, en Laurasia, con Suchomimus como el resultado de un único episodio de dispersión de norte a sur. También se ha sugerido que los barionicinos podrían ser los antepasados de los espinosaurinos, que parecen haber reemplazado a los primeros en África. En 2006, se demostró que Iberia estaba muy cerca del norte de África durante el cretácico temprano. Algunos investigadores han sostenido que la región ibérica era un trampolín entre Europa y África, que es apoyada por la presencia de barionicines en Iberia. La dirección de la dispersión entre Europa y África sigue siendo desconocida, y los descubrimientos subsecuentes de restos del spinosaurid en Asia y Australia indican que pudo haber sido complejo.

## Descripción

### Depredación
Los estudios sobre espinosáuridos (específicamente de Irritator) han mostrado que tenían una forma craneana y una constitución muy distinta de la mayoría de otros grandes dinosaurios depredadores como Allosaurus y Tyrannosaurus. En muchos dinosaurios depredadores, las mandíbulas eran amplias en cuanto a altura, ancho o ambos, mientras que la de los espinosáuridos eran delgadas y estrechas. Esto llevó a que los paleontólogos Sues, Frey y Martill concluyeran que los espinosáuridos, a diferencia de otros terópodos, no se especializaban en atacar a grandes presas que se defendían.
Sues et al. estudiaron la constitución del cráneo espinosáurido, y concluyeron que su modo de alimentación era bastante rápido, con poderosos golpes para capturar pequeñas presas con sus mandíbulas, empleando los poderosos músculos del cuello para realizar un rápido movimiento de arriba hacia abajo. Debido al estrecho hocico, es improbable que haya realizado un movimiento de lado a lado con el cráneo para capturar a sus presas.

### Dieta
Los espinosáuridos han sido frecuentemente considerados como devoradores de peces (piscívoros), basándose en comparaciones de sus mandíbulas con las de los actuales crocodilianos. Rayfield y colaboradores, en 2007, fueron los primeros en llevar a cabo un verdadero estudio biomecánico sobre un cráneo de espinosáurido (usando al género europeo Baryonyx). Ellos encontraron que la estructura y fuerza de mordida de los cráneos de barioniquinos era casi idéntica a la de los gaviales modernos, apoyando la idea de que al menos los barioniquinos eran principalmente piscívoros, aunque las mandíbulas de los espinosaurinos parecen haber sido más generalistas.
La evidencia fósil directa muestra que los espinosáuridos se alimentaban de peces así como de una variedad de otros animales pequeños y medianos, incluyendo dinosaurios pequeños. Baryonyx fue hallado con escamas de peces y los huesos digeridos de un joven Iguanodon en la cavidad estomacal, y también hay un ejemplo documentado de un espinosáurido que devoró a un pterosaurio. Es probable que los espinosáuridos fueran generalistas, especializándose en consumir presas pequeñas de cualquier clase, peces incluidos.

### Hábitat
Una publicación de 2010 de Romain Amiot y colaboradores halló que las tasas de los isótopos de oxígeno de los huesos de espinosáuridos indican un estilo de vida semiacuático. Las tasas de isótopos de los dientes de los géneros Baryonyx, Irritator, Siamosaurus, y Spinosaurus fueron comparados con las composiciones isotópicas de terópodos, tortugas y crocodilianos contemporáneos. El estudio halló que, entre los terópodos, las tasas de isótopos de espinosáuridos eran cercanas a las de las tortugas y crocodilianos. Las especímenes de Siamosaurus tendían a tener la mayor diferencia de las tasas de otros terópodos, y Spinosaurus tendía a tener la menor diferencia. Los autores concluyeron que los espinosáuridos, como los modernos crocodilianos e hipopótamos, pasaban la mayor parte del día en el agua. Los autores también sugirieron que los hábitos semiacuáticos y el ser piscívoros puede explicar como este grupo coexistió con otros grandes terópodos: al alimentarse de presas distintas y vivir en hábitats diferentes, los distintos tipos de terópodos pudieron haber evitado la competencia directa.

### Vela
Existe una gran diferencia morfológica entre las apófisis vertebrales de las diferentes especies de espinosáuridos, que forman la famosa "vela" y que dan nombre a la familia. En Ichthyovenator esta se divide en una vela dorsal que incluye al menos las vértebras dorsales D12 y D13 (su extensión en su parte anterior es desconocida), y otra vela en el sacro que incluye desde S2 hasta S5 y las dos primeras vértebras caudales. En Baryonyx la vela dorsal es incipiente, mientras que la sacra es desconocida. En Suchomimus el vértice de la vela se encuentra sobre el sacro. Se ha propuesto que estas diferencias entre especies se pueden explicar mejor si se supone que dichas velas tenían una función en la selección de pareja o la distinción de las especies en lugar de la termorregulación y el almacenamiento de energía como funciones principales de estas apófisis.

## Sistemática
Spinosauridae se define como el clado más inclusivo que contiene al Spinosaurus aegyptiacus (Stromer, 1915) pero no al Torvosaurus tanneri (Galton & Jensen, 1979), al Allosaurus fragilis (Marsh 1877) y al Passer domesticus (Linneo, 1758). 

### Taxonomía

Comparación de tamaño de varias especies de espinosáuridos y un humano

- Superfamilia Megalosauroidea
  - Familia Spinosauridae
    - Iberospinus natarioi[19]
    - Ostafrikasaurus crassiserratus
    - Vallibonavenatrix cani[20][19]
    - Subfamilia Baryonychinae
      - Riojavenatrix lacustris[21]
      - Baryonyx walkeri
      - Camarillasaurus cirugedae
      - Cristatusaurus lapparenti
      - Protathlitis cinctorrensis[22]
      - Suchosaurus cultridens
      - Tribu Ceratosuchopsini
        - Ceratosuchops inferodios
        - Riparovenator milnerae
        - Suchomimus tenerensis

    - Subfamilia Spinosaurinae
      - Irritator challengeri (= Angaturama limai?)
      - Ichthyovenator laosensis[23]
      - Siamosaurus suteethorni
      - Oxalaia quilombensis
      - Tribu Spinosaurini
        - Sigilmassasaurus brevicollis
        - Spinosaurus aegyptiacus

- Spinosauridae indeterminados
  - "Sinopliosaurus" fusuiensis[24]

### Baryonychinae
Sereno et al. realizaron en 1998, la primera definición embrionaria del clado, usando al género Baryonyx y Spinosaurus como especificadores. Holtz et al. usaron en el 2004 los holotipos de las especies respectivas para profundizar el trabajo de Sereno. La definición actual es la original de Holtz que los define como el clado más inclusivo que contiene a Baryonyx walkeri (Charig y Milner, 1986) pero no a Spinosaurus aegypticus (Stromer, 1915)". La primera aparición evolutiva de Baryonichinae ocurrió en el Barremiense, bajo la forma de Baryonyx walkeri.

### Spinosaurinae
Spinosaurinae se define como el clado más inclusivo que contiene a  Spinosaurus aegyptiacus (Stromer, 1915) pero no al Baryonyx walkeri (Charig y Milner, 1986).